# Arthrographis alba
Arthrographis alba är en svampart som beskrevs av Gené, Ulfig & Guarro 1996. Arthrographis alba ingår i släktet Arthrographis och familjen Eremomycetaceae.   Inga underarter finns listade i Catalogue of Life.